# USS Decatur (1839)

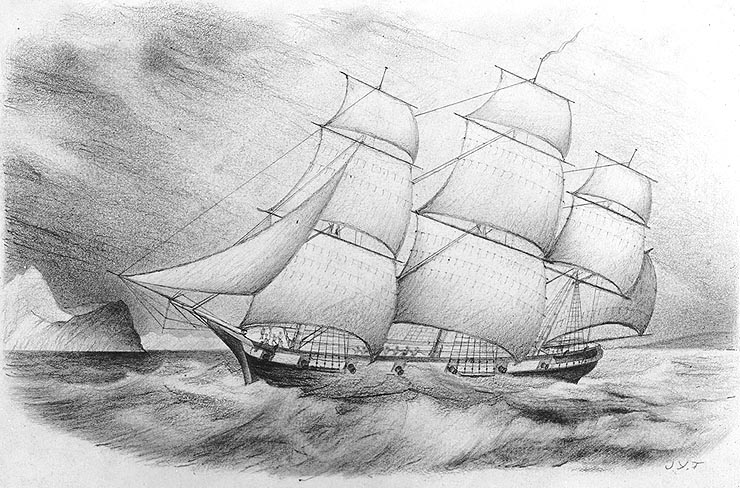

De USS Decatur was een Amerikaans marineschip dat in 1839 in dienst werd gesteld. Het schip werd vernoemd naar de officier Stephen Decatur.
Het schip werd ingezet in het zuidelijke deel van de Atlantische Oceaan waar het de slavenhandel controleerde en Amerikaanse vissersschepen beschermde. Het speelde een rol tijdens de oorlog met Mexico, waaronder de verovering van Tobasco.
In juni 1859 werd de USS Decatur uit de vaart genomen. Toch was het schip nog actief tijdens de Amerikaanse Burgeroorlog als vorm van kustverdediging te San Francisco.
Na dit schip zijn er nog diverse andere schepen binnen de Amerikaanse marine geweest met de naam USS Decatur.